# Lygus pratensis
Lygus pratensis is een wants uit de familie blindwantsen (Miridae). Abusievelijk wordt de soort weleens tot de familie Lygaeidae gerekend.

## Beschrijving
De wants wordt ongeveer 3 tot 6 millimeter lang en de kleur varieert sterk; zowel groene, bruine als rode exemplaren komen voor, ook de tekening kan sterk uiteenlopen. Toch is de soort zeer eenvoudig te herkennen aan het scutellum; het driehoekige schildje op het midden van de rug. Lygus pratensis heeft hier een lichte hartvormige vlek die vrijwel altijd sterk afsteekt. Het lichaam is ovaal van vorm en vrij plat, de vliegvleugels steken aan de achterzijde duidelijk uit. De ogen, poten en de sprieterige tasters zijn meestal rood van kleur.

## Algemeen
Lygus pratensis heeft een groot verspreidingsgebied en komt voor in grote delen van Europa, noordelijk Afrika, Azië, Siberië, en China. Het is een goede vlieger die enorme afstanden kan afleggen en 's avonds op licht afkomt. Het is een plantensap-zuigende soort die veelal op kruidachtige planten wordt aangetroffen, en wordt hierom beschouwd als een plaaginsect. In warmere streken kent de wants twee cycli per jaar, in koelere landen als Nederland en Groot-Brittannië slechts één generatie, in Nederland komt de soort voornamelijk voor in het zuiden.

## Levenswijze en bestrijding
Ook het afzetten van de eitjes beschadigt een plant; deze worden in het plantenweefsel afgezet met de legbuis van de vrouwtjes. De minuscule eitjes zijn rond en wit en worden in groepen afgezet. De nimfen zijn klein, rond en altijd groen waardoor ze lijken op bladluizen. Vooral de nimfen doen de hele dag niets anders dan zich zo snel mogelijk volzuigen met plantensappen, ze groeien snel en zijn zeer schadelijk. Met name als de wants in kassen zijn gang kan gaan zijn de gevolgen groot omdat de omstandigheden niet alleen ideaal zijn voor de geteelde planten; de wants geniet een ideale temperatuur en heeft geen vijanden. De schade uit zich in opgekrulde bladeren, misvormingen en verkleuringen van bladeren of andere plantendelen.
Goede biologische bestrijders zijn sluipwespen uit het geslacht Peristenus, die actief naar de nimfen zoeken en er een ei in leggen met de legbuis als ze er een tegenkomen. Daarna gaat de sluipwesp weer haar eigen gang, en laat de nimf ogenschijnlijk onbeschadigd achter. Als het ei echter uitkomt eet de wespenlarve de nimf levend en van binnenuit op.